# Єдльовський потік
Єдльовський потік (словац. Jedľovský potok) — річка в Словаччині, ліва притока Ондави, протікає в окрузі Свидник.
Довжина приблизно 9.9-10.3 км. Витік знаходиться в масиві Ондавська височина — на висоті близько 490-500 метрів на схилі гори Обшар. Протікає територією сіл Белеївці; Вишня Ядлова та Нижня Ядлова і міста Свидник.
Впадає в Ондаву на висоті приблизно 230-235 метрів.